# Gerdundula
Singles de Status Quo
Mean Girl
(1973) Caroline
(1973)
Gerdundula est une chanson du groupe anglais Status Quo qui fit l'objet d'un single.

## Historique
Enregistré en 1971 pour l'album Dog of Two Head, Gerdundula ne sortira en single qu'en juillet 1973, le label Pye Records voulant capitaliser sur le succès du précédent single Mean Girl et le succès du groupe sur son nouvel label Vertigo Records.
Malheureusement pour Pye, le single fit un flop et n'entra pas dans les charts. Ce titre avait déjà fait la face B du single In My Chair, sorti en octobre 1970.
L'origine du nom du titre viendrait, suivant les différentes versions données par Francis Rossi, de la combinaison du prénom de deux amis, Gerd et (Und en allemand) Ula, que Rossi et Bob Young rencontrèrent en Allemagne. 
Ce titre sera signé par Francis Rossi et Robert Young sous les pseudonymes Manston et James. Le titre de la face B, Lakky Lady, provient de l'album Ma Kelly's Greasy Spoon

## Liste des titres
- Face A: Gerdundula ( Manston / James) - 3:50
- Face B: Lakky Lady (Rick Parfitt / Rossi) - 3:12

## Musiciens du groupe
- Francis Rossi : chant, guitare solo
- Rick Parfitt : guitare rythmique.
- Alan Lancaster : basse.
- John Coghlan : batterie, percussions.